# Liste der Kulturdenkmäler in Knittelsheim
In der Liste der Kulturdenkmäler in Knittelsheim sind alle Kulturdenkmäler der rheinland-pfälzischen Ortsgemeinde Knittelsheim aufgeführt. Grundlage ist die Denkmalliste des Landes Rheinland-Pfalz (Stand: 26. Juni 2023).

## Denkmalzonen
| Bezeichnung          | Lage                                                                               | Baujahr         | Beschreibung                                                                            | Bild                           |
| -------------------- | ---------------------------------------------------------------------------------- | --------------- | --------------------------------------------------------------------------------------- | ------------------------------ |
| Denkmalzone Ortskern | Hauptstraße 10–20, Ludwigstraße ½, 1 und 3–14, Kirchstraße 16, Römerplatz 2–7 Lage | 18. Jahrhundert | überwiegend Fachwerkhäuser des 18. Jahrhunderts sowie zwei große Klinkerbauten, um 1900 | weitere Bilder Fotos hochladen |

## Einzeldenkmäler
| Bezeichnung                       | Lage                                                        | Baujahr                            | Beschreibung | Bild            |
| --------------------------------- | ----------------------------------------------------------- | ---------------------------------- | --- | --------------- |
| Villa Schott                      | Hauptstraße 1a Lage                                         | Anfang des 20. Jahrhunderts        | eingeschossiger Mansarddachbau, Anfang des 20. Jahrhunderts | Fotos hochladen |
| Schulhaus                         | Hauptstraße 13 Lage                                         | 1765                               | ehemalige Schule; stattlicher Fachwerkbau, teilweise massiv, Krüppelwalmdach, Mitte des 18. Jahrhunderts (angeblich von 1765)                                     | Fotos hochladen |
| Wohnhaus                          | Hauptstraße 15/15a Lage                                     | erste Hälfte des 18. Jahrhunderts  | Wohnhaus, jetzt Restaurant; stattlicher Fachwerkbau, erste Hälfte des 18. Jahrhunderts, wohl im 19. Jahrhundert verlängert                                        | Fotos hochladen |
| Wohnhaus                          | Hauptstraße 17 Lage                                         | 18. Jahrhundert                    | Fachwerkhaus, teilweise massiv, verputzt, wohl aus dem 18. Jahrhundert, Seitenflügel 19. Jahrhundert, Nebengebäude                                                | Fotos hochladen |
| Wohnhaus                          | Hauptstraße 24 Lage                                         | zweite Hälfte des 18. Jahrhunderts | eingeschossiges Fachwerkhaus mit Kniestock, zweite Hälfte des 18. Jahrhunderts                                                                                    | Fotos hochladen |
| Wohnhaus                          | Hauptstraße 26 Lage                                         | erste Hälfte des 18. Jahrhunderts  | Fachwerkhaus, erste Hälfte des 18. Jahrhunderts | Fotos hochladen |
| Evangelische Pfarrkirche          | Hauptstraße 34 Lage                                         | 1831                               | klassizistischer Saalbau, offene Eingangsvorhalle, bezeichnet 1831                                                                                                | Fotos hochladen |
| Wohnhaus                          | Hauptstraße 37 Lage                                         | 18. Jahrhundert                    | eingeschossiges Fachwerkhaus, 18. Jahrhundert | Fotos hochladen |
| Wohnhaus                          | Kirchstraße 7 Lage                                          | zweite Hälfte des 18. Jahrhunderts | eingeschossiges Fachwerkhaus, zweite Hälfte des 18. Jahrhunderts                                                                                                  | Fotos hochladen |
| Wohnhaus                          | Kirchstraße 8 Lage                                          | 18. Jahrhundert                    | eingeschossiges Fachwerkhaus mit Kniestock, teilweise massiv, 18. Jahrhundert                                                                                     | Fotos hochladen |
| Katholische Pfarrkirche St. Georg | Kirchstraße 16 Lage                                         | 1833–36                            | fünfachsiger Saalbau, Rundbogenstil, 1833–36, Architekt August von Voit, Speyer, nach Entwürfen Friedrich von Gärtners; Ostturm 15. Jahrhundert, 1739 aufgestockt | Fotos hochladen |
| Wohnhaus                          | Ludwigstraße 1 Lage                                         | 18. Jahrhundert                    | eingeschossiges Fachwerkhaus, 18. Jahrhundert | Fotos hochladen |
| Wohnhaus                          | Ludwigstraße 4 Lage                                         | 18. Jahrhundert                    | eingeschossiges Fachwerkhaus, teilweise massiv, 18. Jahrhundert; bezeichnet 1740 (Bild)                                                                           | Fotos hochladen |
| Katholisches Pfarrhaus            | Ludwigstraße 13 Lage                                        | zweite Hälfte des 18. Jahrhunderts | stattlicher Fachwerkbau, teilweise massiv, Walmdach, zweite Hälfte des 18. Jahrhunderts                                                                           | Fotos hochladen |
| Kreuzigungsgruppe                 | Römerplatz Lage                                             | 1816                               | Kreuzigungsgruppe; Rotsandstein, bezeichnet 1816 (?), 1852 und 1953 renoviert                                                                                     | Fotos hochladen |
| Hofanlage                         | Römerplatz 7 Lage                                           | Mitte des 18. Jahrhunderts         | stattlicher L-förmiger Fachwerkbau, Mitte des 18. Jahrhunderts, überdachtes Hoftor, Fachwerk-Nebengebäude, teilweise massiv                                       | Fotos hochladen |
| Wegekreuz                         | westlich des Ortes an der L 509; Flur In den Elfmorgen Lage | 1721                               | Wegekreuz; Balkenkreuz, bezeichnet 1721 | Fotos hochladen |